# بخش میربگ
بخش میربگ، از توابع شهرستان دلفان در استان لرستان ایران است.

## تقسیمات کشوری
- بخش میربگ
  - دهستان میریگ شمالی
  - دهستان میریگ جنوبی
- مرکز بخش : میربگ